# Dirk Bachmann
Dirk Bachmann (* 13. März 1948) ist ein ehemaliger deutscher Polizeioffizier und war 1990 der letzte Präsident der Volkspolizei Ost-Berlin.

## Leben
Bachmann begann seinen Dienst in der DVP als Schutzpolizist, hatte mehrere Funktionen in diesem Dienstzweig inne und besuchte verschiedene Fach- und Hochschulen. Von 1977 bis 1979 studierte er an der Akademie des Ministeriums für Innere Angelegenheiten der UdSSR in Moskau. Er war langjähriger Leiter des VP-Kreisamtes Halle, hatte dort bereits den Rang eines Obersts der VP inne. Anschließend war er Stellvertreter des Chefs der Bezirksbehörde der Deutschen Volkspolizei (BDVP) Halle (Saale) und Leiter der Politabteilung, dann Stellvertreter des Chefs der Politischen Verwaltung des Ministeriums des Innern, bevor er am 8. Januar 1990 von Innenminister Lothar Ahrendt als Nachfolger von Friedhelm Rausch als Präsident der Volkspolizei Berlin eingesetzt wurde. Er war Mitglied der SED bis Januar 1990. Er gehörte zu den letzten sechs Obersten der VP, die am 21. Juni 1989 durch Erich Honecker zu Generalmajoren ernannt wurden. Seit 1. Mai 1990 hatte er den Dienstgrad eines Chefinspekteurs. Nach der Übernahme der Ostberliner Volkspolizei durch den Westberliner Polizeipräsidenten am 1. Oktober 1990 wurde er aus dem Dienst der Polizei entlassen.
Bachmann ist verheiratet und lebt in Rehfelde.